# Ichneumon moratorius
Ichneumon moratorius là một loài tò vò trong họ Ichneumonidae.